# Garry Bocaly
Garry Bocaly (Schœlcher, 19 aprile 1988) è un ex calciatore francese, di ruolo difensore.

## Carriera

### Club

#### Olympique de Marseille
Nato a Martinica, Bocaly arrivò al Marsiglia nel 2004. Ha fatto il suo debutto il 6 marzo 2006 contro il Paris Saint-Germain. Il 14 aprile 2006, firma il suo primo contratto da professionista per 3 anni.
La stagione successiva è stato promosso in prima squadra scegliendo la maglia numero 6, trovando però pochissimo spazio.

#### Montpellier
Nell'estate 2008 va in prestito al Montpellier. Bocaly ha fatto il suo debutto il 4 agosto 2008 nella sconfitta contro lo Strasburgo per 1-0. 
Il 28 gennaio 2010 il Marsiglia lo vende in prestito di 6 mesi con diritto di riscatto fissato a 800,000 euro. 
il 20 maggio 2012 vince la Ligue 1.

## Palmarès

### Club

#### Competizioni nazionali
- Campionato francese: 1

Montpellier: 2011-2012